# Галактики Мишки
Галактики Мишки (або NGC 4676) — дві спіральні галактики в сузір'ї Волосся Вероніки, які взаємодіють і в майбутньому мають злитися. Через Припливна взаємодія галактик вирвала з них велику кількість речовини, яка утворила яскраві припливні хвости. За овальні форми галактик й їхні довгі хвости Борис Воронцов-Вельямінов назвав ці галактики «мишками, що граються». 

## Історія дослідження
Алан і Юрій Тумре, автори роботи «Galactic Bridges and Tails» (1972) використовували комп'ютерне моделювання зіткнення галактик і дійшли висновку, що воно добре узгоджується зі спостережуваними особливостями Мишок. У 2004 році Джошуа Барнс, використавши складнішу динамічну модель, дійшов висновку, що зіткнення сталося приблизно 170 мільйонів років тому, а остаточне лобове зіткнення та злиття галактик відбудеться через 540 мільйонів років.
У 2002 році галактики сфотографував космічний телескоп Габбл.

## Властивості
Яскрава галактика NGC 4676 має овальну форму. Її основна особливість — довгий тонкий приливний хвіст, що тягнеться на 80" на північ. Він є одним із найяскравіших подібних об'єктів.
NGC 4676B з'єднана з NGC 4676A дифузним мостом припливу. Галактика має яскраве ядро.